# ایرنه دوبوا
ایرنه «بیگانه» دوبویز نام هنری ایان هیل، یک مجری درگ آمریکایی است که بیشتر برای رقابت در فصل پانزدهم مسابقه درگ RuPaul شناخته شده است. هیل در دانشگاه متدیست جنوبی تحصیل کرد و مدرک لیسانس هنرهای زیبا را در تئاتر گرفت.
هیل اهل هیوستون است. او همجنس‌گرا است.

## فیلم‌شناسی

### تلویزیون
| سال  | عنوان                        | نقش                       | Ref   |
| ---- | ---------------------------- | ------------------------- | ----- |
| ۲۰۲۳ | مسابقه درگ RuPaul (فصل ۱۵)   | شرکت کننده (مقام شانزدهم) | [ ۷ ] |
| ۲۰۲۳ | RuPaul's Drag Race: Untucked | شرکت کننده (مقام شانزدهم) | [ ۷ ] |

### سری وب
| سال  | عنوان                     | نقش    | یادداشت                              | Ref |
| ---- | ------------------------- | ------ | ------------------------------------ | --- |
| ۲۰۲۲ | با ملکه‌ها آشنا شوید       | خودشون | ویژه مستقل RuPaul's Drag Race فصل ۱۵ |     |
| ۲۰۲۳ | انترتینمنت ویکلی فلش خبری | خودشون | مهمان                                |     |
| ۲۰۲۳ | واچا پکین                 | خودشون | مهمان                                |     |
| ۲۰۲۳ | غرور امروز                | خودشون | مهمان                                |     |
| ۲۰۲۳ | BuzzFeed Celeb            | خودشون | مهمان                                |     |